# Old Red Sandstone

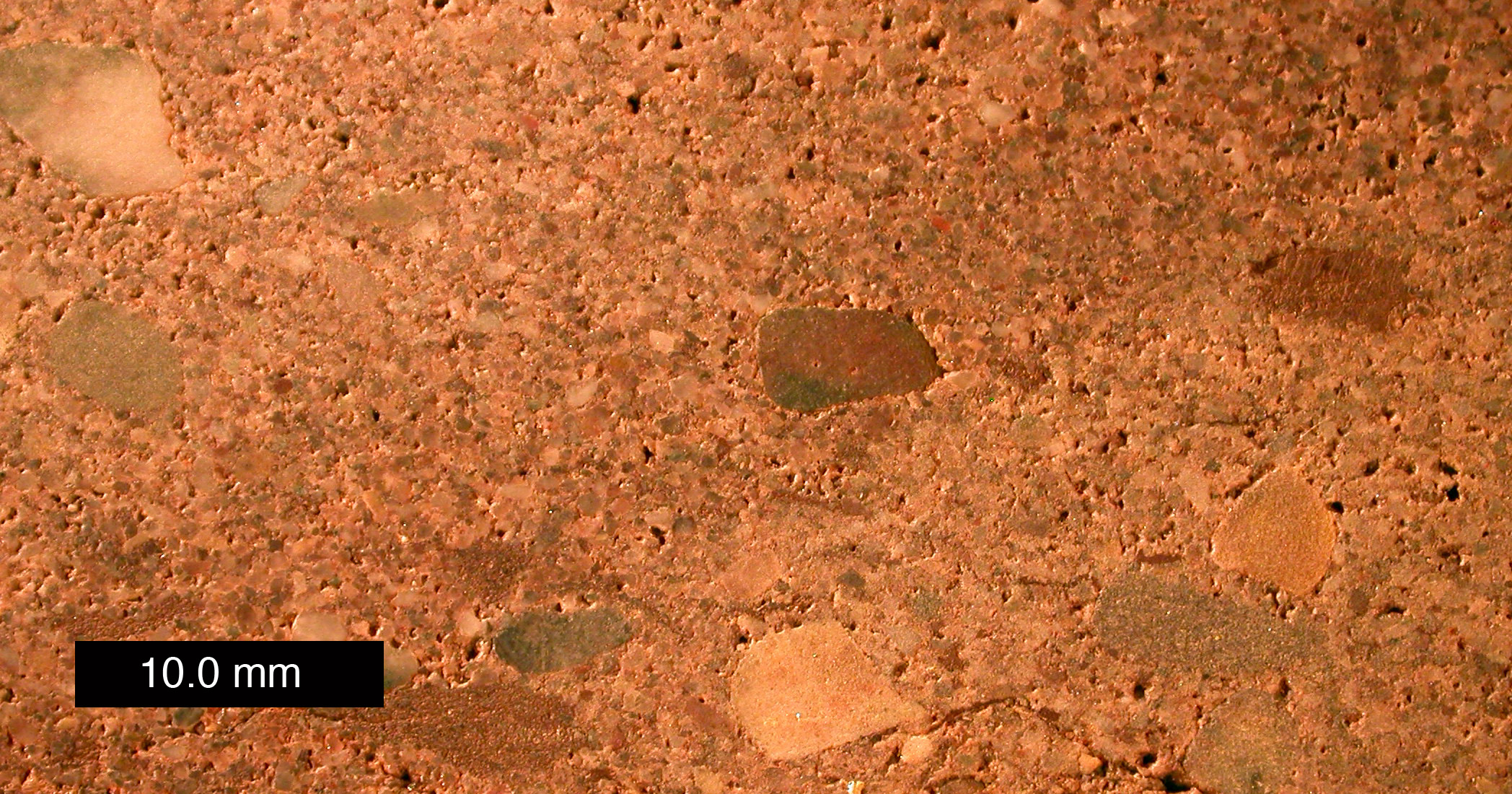
Secció en una zona amb Old Red Sandstone.

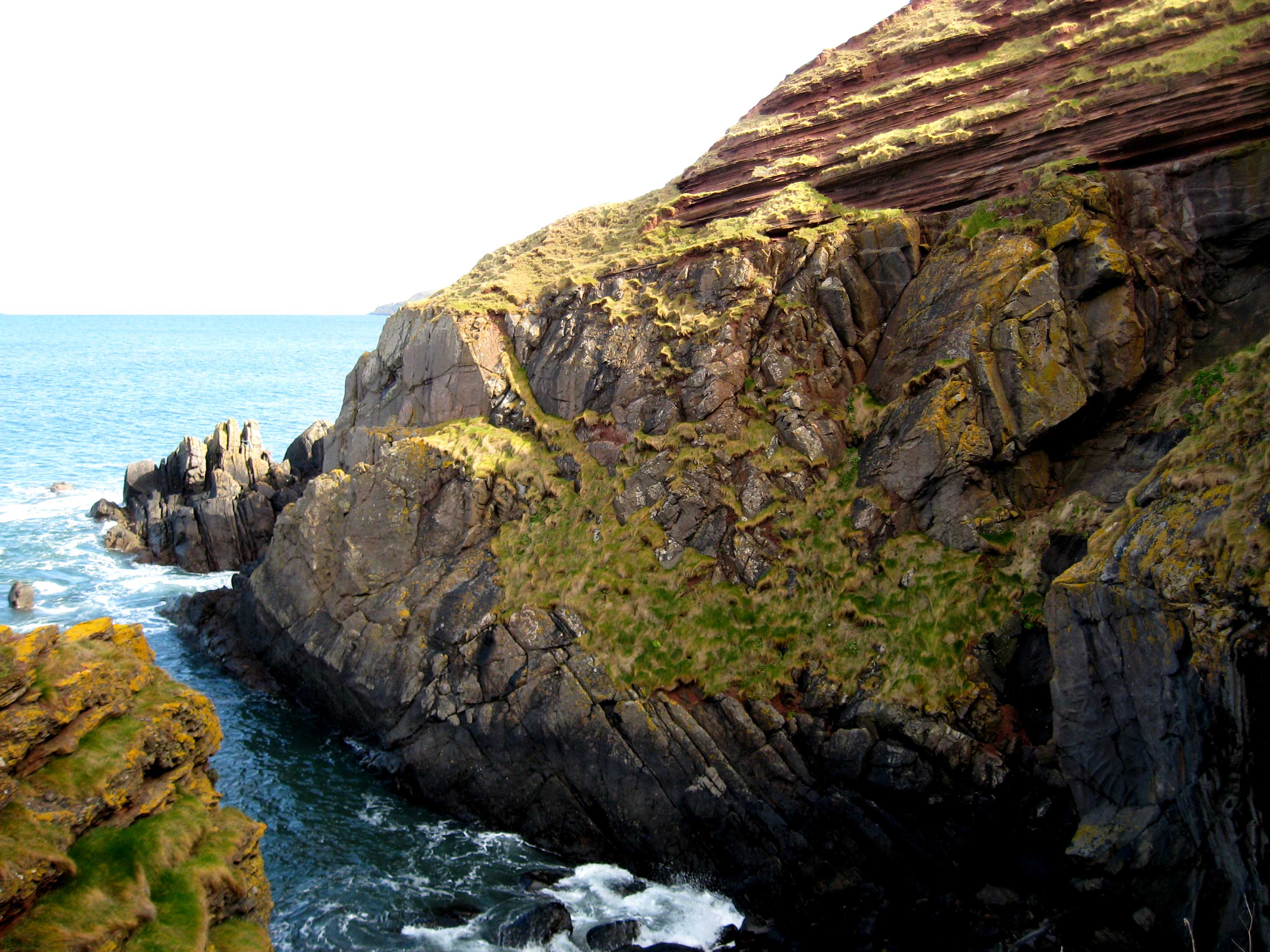
Disconformitat angular de James Hutton a Siccar Point on hi ha Old Red Sandstone de 345 milions d'anys d'antiguitat.

L'Old Red Sandstone (Antiga Pedra Sorrenca Vermella) és una unitat de la litoestratigrafia a Gran Bretanya (una seqüència d'estrats de roques) que té l'estatus de supergrup geològic que ocupa uns 700 km de longitud i que és de considerable importància en els inicis de la paleontologia. Per conveniència aquest terme s'abreuja com ORS. Aquest terme va ser encunyat per distingir-lo del més recent New Red Sandstone el qual també es presenta a Gran Bretanya.

## Sedimentologia

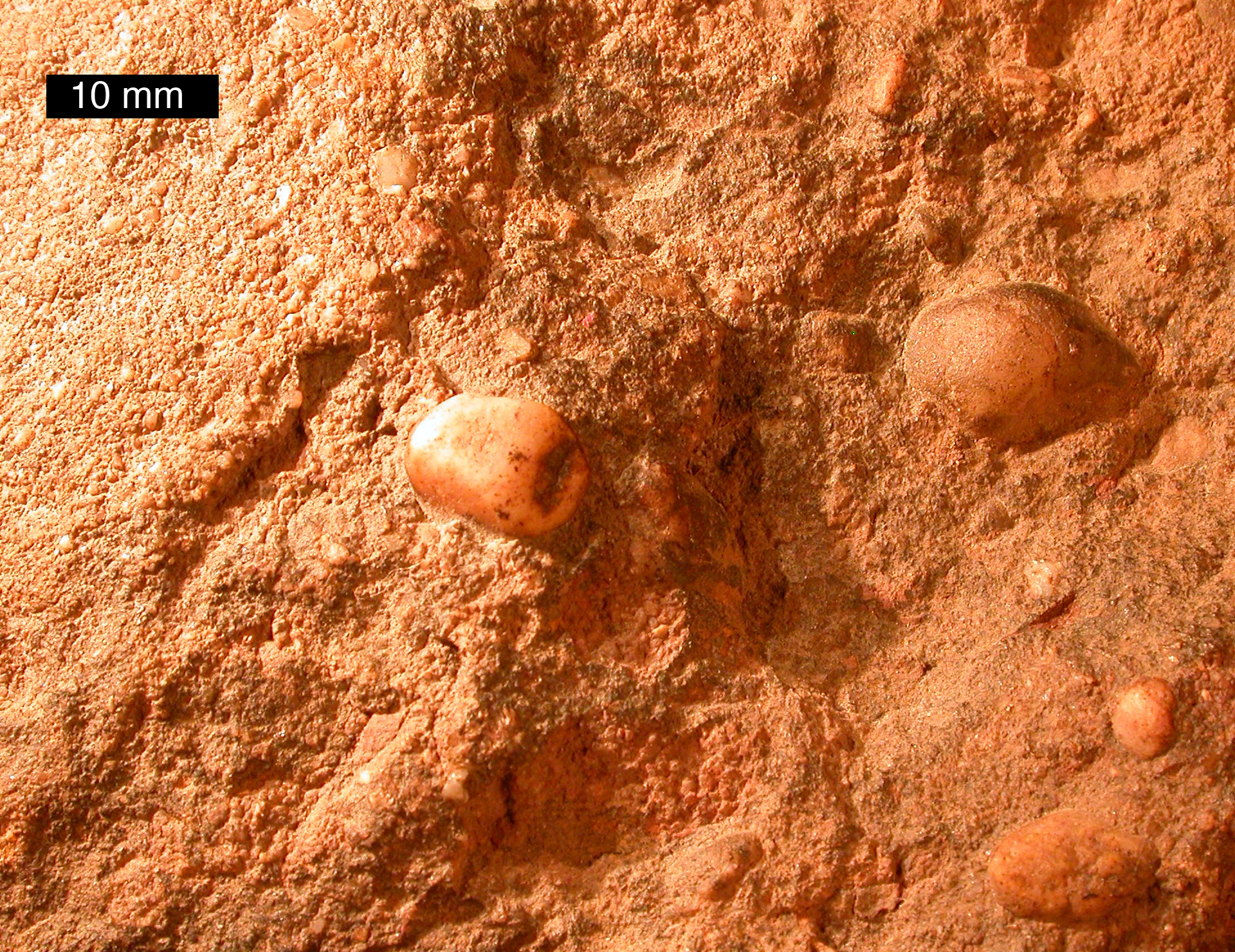
Jaciment geològic d'Old Red Sandstone amb còdols de quars i chert a l'Anglaterra central: escalade la barrade 10 mm.

Old Red Sandstone descriu un seguit de roques sedimentàries dipositades en una gran varietat d'ambients durant el període Devoniàperò estenent-se cap enrere al Silurià tardà i part del Carbonífer. Està dominat per sediments al·luvials i conglomerats i progressa a una combinació de sediments de dunes, de llacs i de rius.
El color roig es deu a la presència d'òxid de ferro però no tota la Old Red Sandstone és vermella o de pedra sorrenca;— la seqüència també inclou conglomerats, pedra fangosa, pedra de llim i pedra calcària prima i el seu color varia del gris i verd al roig i porpra.
S'han trobat molts fòssils dins aquestes roques, incloent peixos primitius, artròpodes i plantes. Roques d'aquests tipus s'han trobat també a sud-oest d'Anglaterra, d'on prové el nom de Devonià però en ser de tipus marí no s'inclouen dins el supergrup de l'Old Red Sandstone.

## Història de l'estudi
El 1787 James Hutton es va adonar del que actualment es coneix com a Hutton's Unconformity a Inchbonny, Jedburgh, i a la primavera del 1788 va anar junt amb John Playfair a la costa de Berwickshire i va trobar més exemples d'aquesta seqüència a les valls de Tower i Pease Burns prop de Cockburnspath.

## Ús com a pedra de construcció

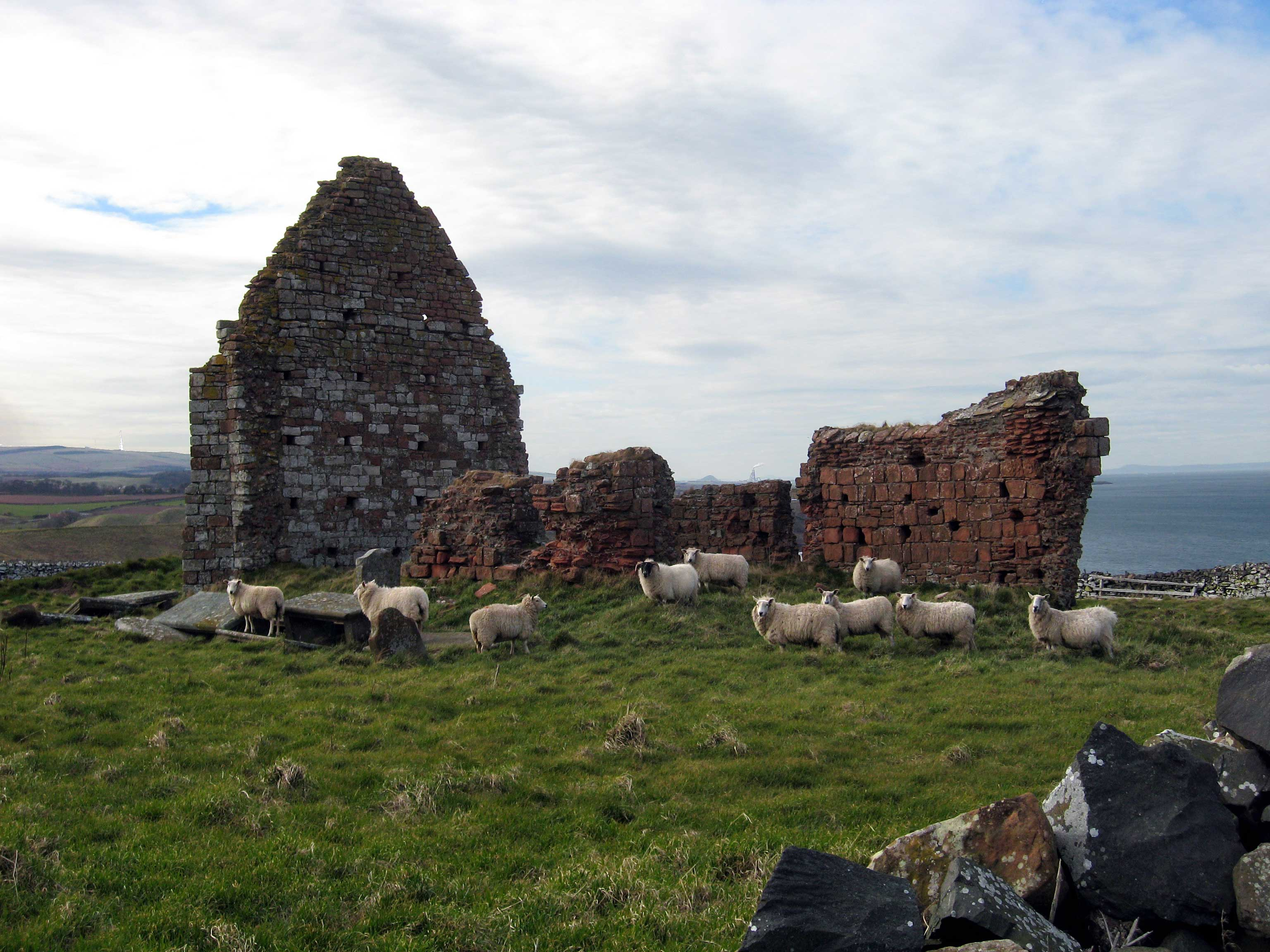
Capella de St. Helen a Siccar Point amb parets fetes amb Old Red Sandstone.

La pedra d'Old Red Sandstone s'ha usat molt com a pedra per construir edificis en les zones on es presenta. Exemples notables es poden veure en la zona de Stirling, Stonehaven, Perth, i Tayside.